# Tořič pavoukonosný
Tořič pavoukonosný (Ophrys sphegodes) je druh rostliny z čeledi vstavačovitých který je původní v Evropě a na Blízkém východě. Jedná se o velmi rozmanitý druh s mnoha uznávanými poddruhy.

## Popis
Výška rostliny se liší v závislosti na zeměpisné šířce. Ve Spojeném království je maximální výška kolem 20 cm, ale ve středomoří může dosáhnout výšky až 70 cm. Kvete od března do května (v severních zeměpisných šířkách od dubna do května). Každý výhon může nést mezi 2 a 18 květy. Květy mají žlutozelené kališní lístky a sametově červeno-hnědý pysk s výrazným stříbřitě modrým označením ve tvaru písmene H, takže květy velmi připomínají členovce a zejména pavouky.
Tořič pavoukonosný je podobný tořiči čmelákovitému a tořiči včelonosnému, ale květy se liší v tom, že tořič pavoukonosný a tořič včelonosný mají mnohem menší okvětní lístky než kališní lístky. U tořiče pavoukonosného jsou okvětní lístky a kališní lístky přibližně stejné velikosti. Rovněž se odlišují skvrnami barev na pysku. Tořič pavoukonosný má žlutý bod na středu koncového konce pysku, zatímco tořič včelonosný má červenou skvrnu na vnitřním konci pysku.

## Rozšíření
Tořič pavoukonosný může být nalezen na neupravených loukách, na okrajích lesů, na svazích, březích a neobydlených plochách. Je rozšířený na většině území Evropy a Středního východu od Británie na jih po Portugalsko a na východ po Írán.
V Británii se tento druh vyskytuje pouze v částech Dorsetu, Hampshiru, Kentu a Sussexu a je považován za vzácný, i když tam, kde se vyskytuje, může růst ve stovkách. Přestože se zdá být zranitelný, úspěšně kolonizoval skládky vápence vytvořené u Doveru v oblasti Samphire Hoe z výkopů pro Eurotunel. Celosvětově je tento druh zařazen v kategorii „málo dotčený taxon“ podle IUCN, a to podle stavu z roku 2018.